# 송정동 (울산)
송정동(松亭洞)은 울산광역시 북구의 법정동 및 행정동이다. 동해남부선과 국도 제7호선, 울산공항이 있는 교통의 요충지이다. 화봉, 송정권별 도농복합지역으로 신상권 개발 형성지역이며, 화봉 제2지구 택지개발, 송정지구 택지개발로 북구 중심 지역으로 발전하고 있다.

## 지명
송정동은 원래 농소면으로 신라시대 파사왕 때는 율포현 지역이었고, 757년 경덕왕 16년에 동진현으로 개칭되었다. 940년 고려 태조 23년에 흥려부에 통합되었다. 1708년 조선 숙종 34년에 울산군 농소면이었고, 1729년 영조 5년에 송정방, 사청리라 불리다가, 1765년 영조 41년에는 송정ㆍ지당리와 사청리로 불리었다. 1820년 순조 20년에 농소면이 어련천(현재의 동천강)을 경계로 농소ㆍ수서면으로 분면되어 오늘날 송정동은 농소면에 속하게 되었다. 1867년 고종 4년에 송정ㆍ지당ㆍ덕종리, 송내ㆍ화산ㆍ화동리로 되었다가, 1894년 고종 31년 농소면이 농동면으로 개칭되면서 송정ㆍ지당ㆍ덕동과 송내ㆍ화산ㆍ화동이 되었다.
1914년 4월 1일 일제시대에 농동면과 농서면을 통합하여 농소면으로 개편함에 따라 농소면 화봉ㆍ송정리가 되었다.
1962년 6월 1일 울산시에 편입되어 병영출장소 관할(화봉ㆍ송정리)이 되었다. 1972년 10월 1일 울산시 31개 행정동 개편에 따라 화봉동과 송정동을 합하여 송정동을 설치하였고, 1976년 4월 20일 병영출장소가 폐지되었다.
1985년 7월 15일 울산시 구제 실시에 따라 중구 송정동이 되었다. 1997년 7월 15일 울산광역시 승격으로 북구(자치구) 송정동이 되어 화봉동과 송정동을 관할하고 있다.

## 연혁
- 1894년 조선 고종 31년 화동, 화산, 사청, 대리, 지당, 곡리 6개 자연부락
- 1962년 6월 1일: 울주군 농소면 화봉리, 송정리가 울산시로 편입[3]
- 1972년 10월 1일: 화봉동과 송정동이 통합, 송정동으로 개칭
- 1997 7월 15일: 울산광역시 승격에 따라 울산광역시 북구 송정동으로 개편[4]

## 법정동
- 화봉동(華峰洞)
- 송정동(松亭洞)

## 교육
- 화봉초등학교
- 고헌초등학교
- 송정초등학교
- 고헌중학교
- 화봉중학교
- 화봉고등학교
- 울산에너지고등학교

## 아파트
| 화봉휴먼시아 1단지             |
| 화봉휴먼시아 2단지             |
| 화봉휴먼시아 3단지             |
| 금강펜테리움 그린테라스 1차    |
| 한라비발디 캠퍼스              |
| 송정지구 지웰 푸르지오         |
| 송정지구 한양수자인            |
| 송정지구 호반베르디움          |
| 송정지구 제일풍경채            |
| 송정지구 반도유보라 아이비파크 |
| 금강펜테리움 그린테라스 2차    |

## 연계 교통
| 도로·철도망,여객       | 도로·철도망,여객 | 도로·철도망,여객 | 도로·철도망,여객 | 도로·철도망,여객 | 도로·철도망,여객 | 도로·철도망,여객 |
| 산업로 동해선 울산공항 |                  |                  |                  |                  |                  |                  |
| ---------------------- | ---------------- | ---------------- | ---------------- | ---------------- | ---------------- | ---------------- |